# Melvin Sjöland
Max Melvin Sjöland, född 8 juli 2002 är en svensk fotbollsspelare (mittfältare) som spelar för Tvååkers IF i Ettan Södra. 

## Karriär
Melvin Sjöland är uppvuxen i Lilla Tjärby, strax utanför Laholm, och började som sexåring spela fotboll i moderklubben Lilla Tjärby IK. Vid elva års ålder bytte han klubb till Laholms FK. Som 13-åring fick han A-lagsdebutera i en DM-match mot GoIF Ginsten och 14 år gammal fick han debutera i Division 3 Sydvästra Götaland. Efter en och en halv säsong med A-lagsfotboll i Laholms FK flyttade Sjöland sommaren 2018 till Halmstads BK och spel i deras ungdomslag.
Som 18-åring fick Melvin Sjöland A-lagsdebutera för Halmstads BK, då han kom till spel i årets första träningsmatch mot IFK Värnamo den 23 januari 2021. I december samma år skrev han på sitt första A-lagskontrakt, med ett HBK som nyligen trillat ur Allsvenskan. Under sin första säsong som seniorspelare kom också tävlingsdebuten, då Sjöland hoppade in i 3-0-segern mot Husqvarna FF i Svenska Cupen den 31 augusti 2022. Han fanns även med på bänken i Superettan i två matcher, när Halmstads BK omedelbart tog sig tillbaka till Allsvenskan.
Efter säsongens slut löpte Sjölands kontrakt ut, men han tecknade då ett nytt ettårsavtal med Halmstads BK. Den 3 maj 2023 debuterade Sjöland i Allsvenskan när Halmstads BK förlorade med 1-6 mot IF Elfsborg. Då framträdandet blev det enda under vårsäsongen lånades Sjöland under sommaren ut till Tvååkers IF i Ettan Södra, genom ett samarbetsavtal blev det möjligt att representera båda klubbarna under resten av säsongen.
I december 2023 blev Sjöland klar för en permanent övergång till Tvååker, där han skrev på ett ettårskontrakt.

## Statistik
| Klubb              | Säsong             | Liga                          | Liga    | Liga | Nationell cup | Nationell cup | Internationell cup | Internationell cup | Övrigt  | Övrigt | Totalt  | Totalt |
| Klubb              | Säsong             | Division                      | Matcher | Mål  | Matcher       | Mål           | Matcher            | Mål                | Matcher | Mål    | Matcher | Mål    |
| ------------------ | ------------------ | ----------------------------- | ------- | ---- | ------------- | ------------- | ------------------ | ------------------ | ------- | ------ | ------- | ------ |
| Laholms FK         | 2017               | Division 3 Sydvästra Götaland | 7       | 1    | -             | -             | -                  | -                  | -       | -      | 7       | 1      |
| Laholms FK         | 2018               | Division 3 Sydvästra Götaland | 11      | 1    | -             | -             | -                  | -                  | -       | -      | 3       | 1      |
| Totalt             | Totalt             |                               | 18      | 2    | 0             | 0             | 0                  | 0                  | 0       | 0      | 18      | 2      |
| Halmstads BK       | 2022               | Superettan                    | 0       | 0    | 1             | 0             | -                  | -                  | -       | -      | 1       | 0      |
| Halmstads BK       | 2023               | Allsvenskan                   | 1       | 0    | 0             | 0             | -                  | -                  | -       | -      | 1       | 0      |
| Totalt             | Totalt             |                               | 1       | 0    | 1             | 0             | 0                  | 0                  | 0       | 0      | 2       | 0      |
| Tvååkers IF (lån)  | 2023               | Ettan Södra                   | 10      | 0    | 0             | 0             | -                  | -                  | -       | -      | 10      | 0      |
| Tvååkers IF        | 2024               | Ettan Södra                   | 25      | 1    | 1             | 0             | -                  | -                  | -       | -      | 26      | 1      |
| Totalt i karriären | Totalt i karriären | Totalt i karriären            | 28      | 2    | 1             | 0             | 0                  | 0                  | 0       | 0      | 56      | 3      |